# Campylopus fragilis
Campylopus fragilis là một loài Rêu trong họ Dicranaceae. Loài này được (Brid.) Bruch & Schimp. mô tả khoa học đầu tiên năm 1847.

## Hình ảnh

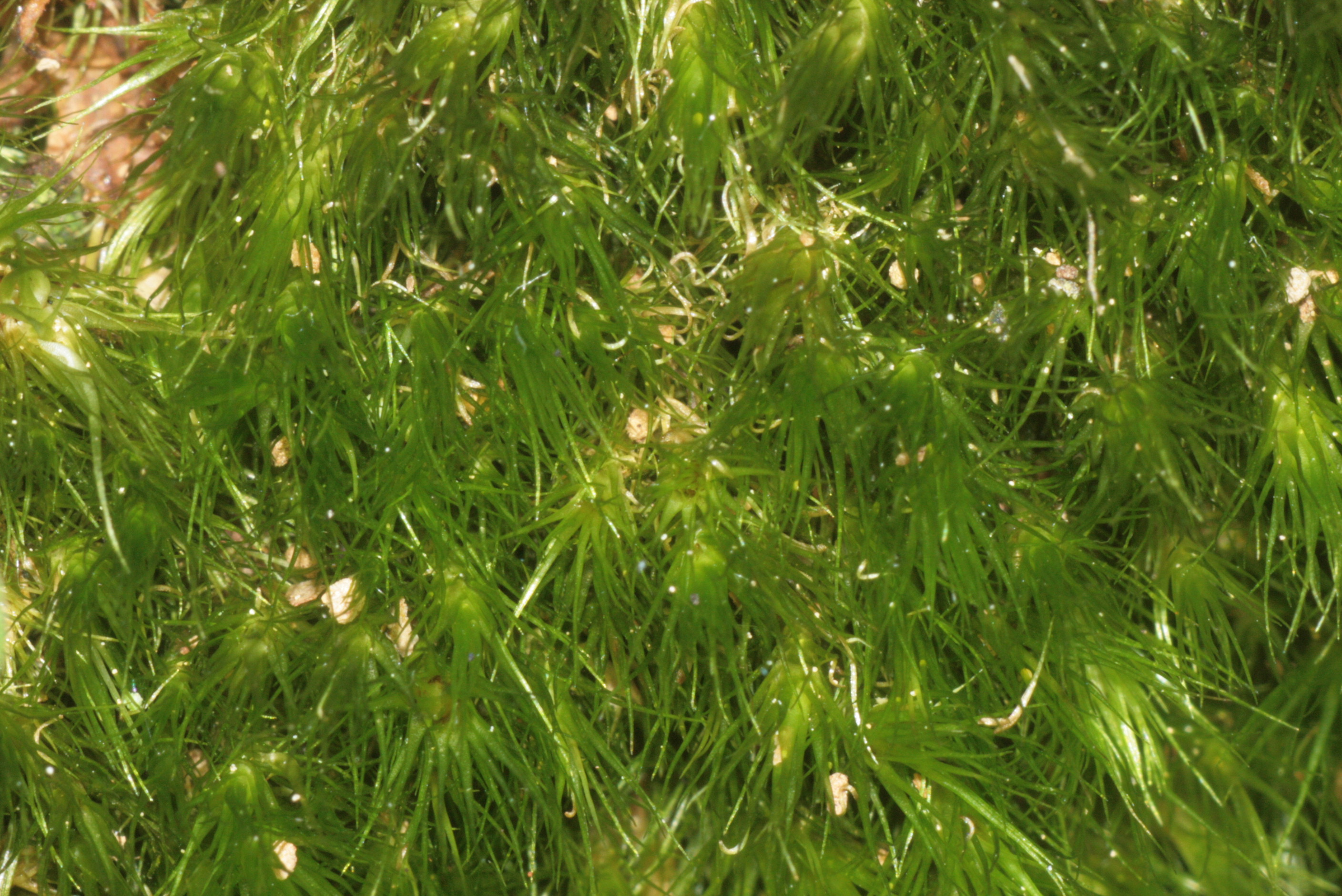
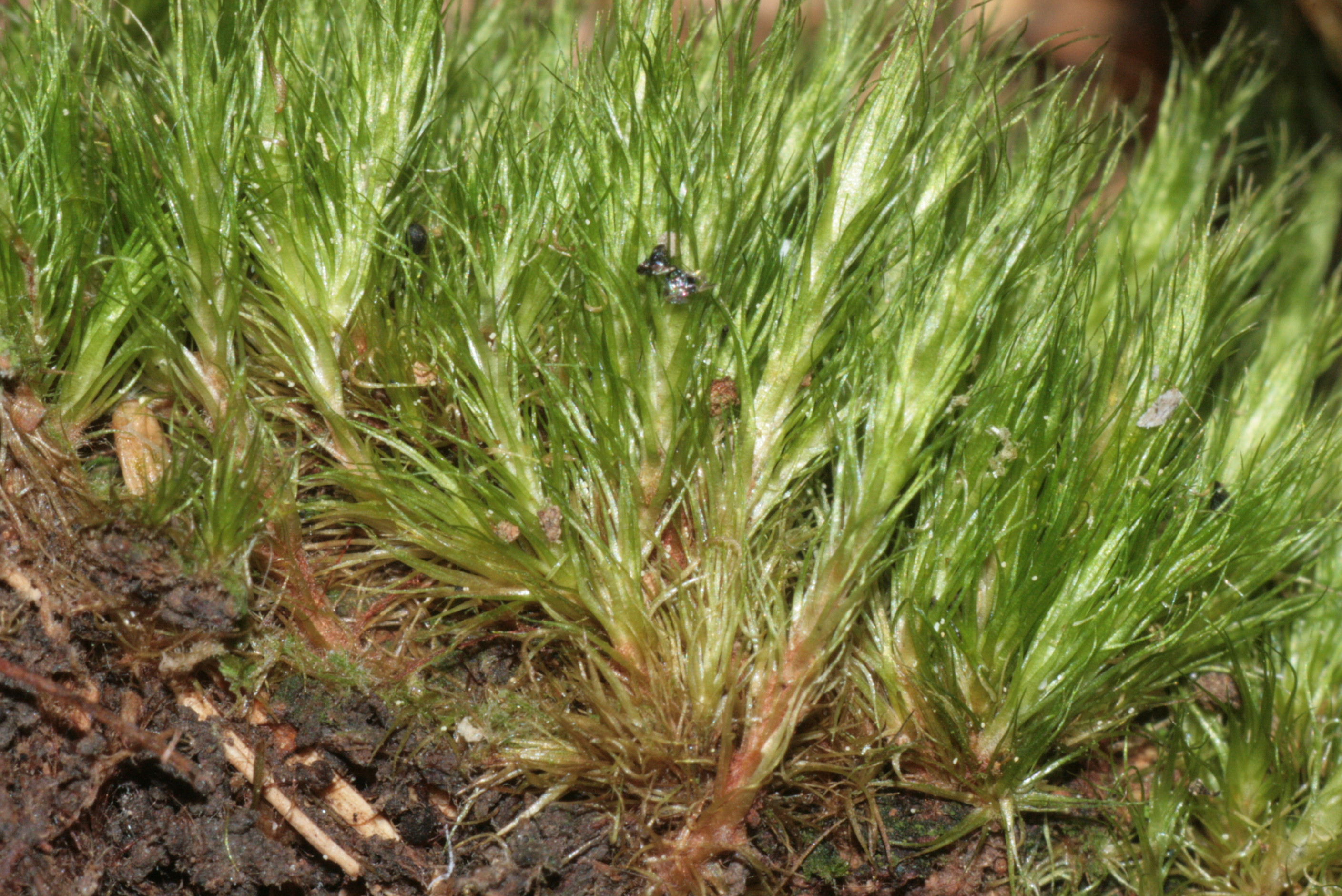
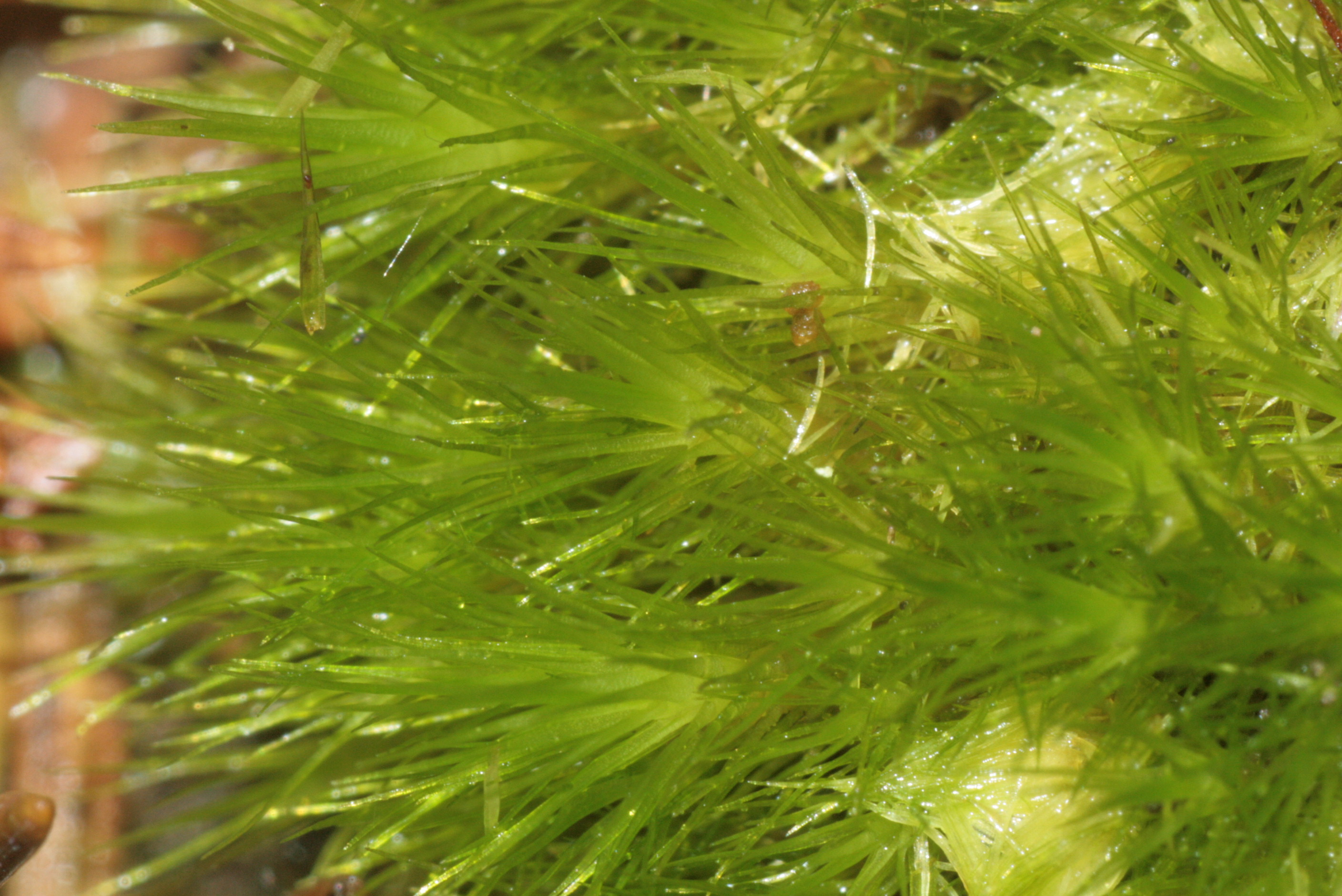
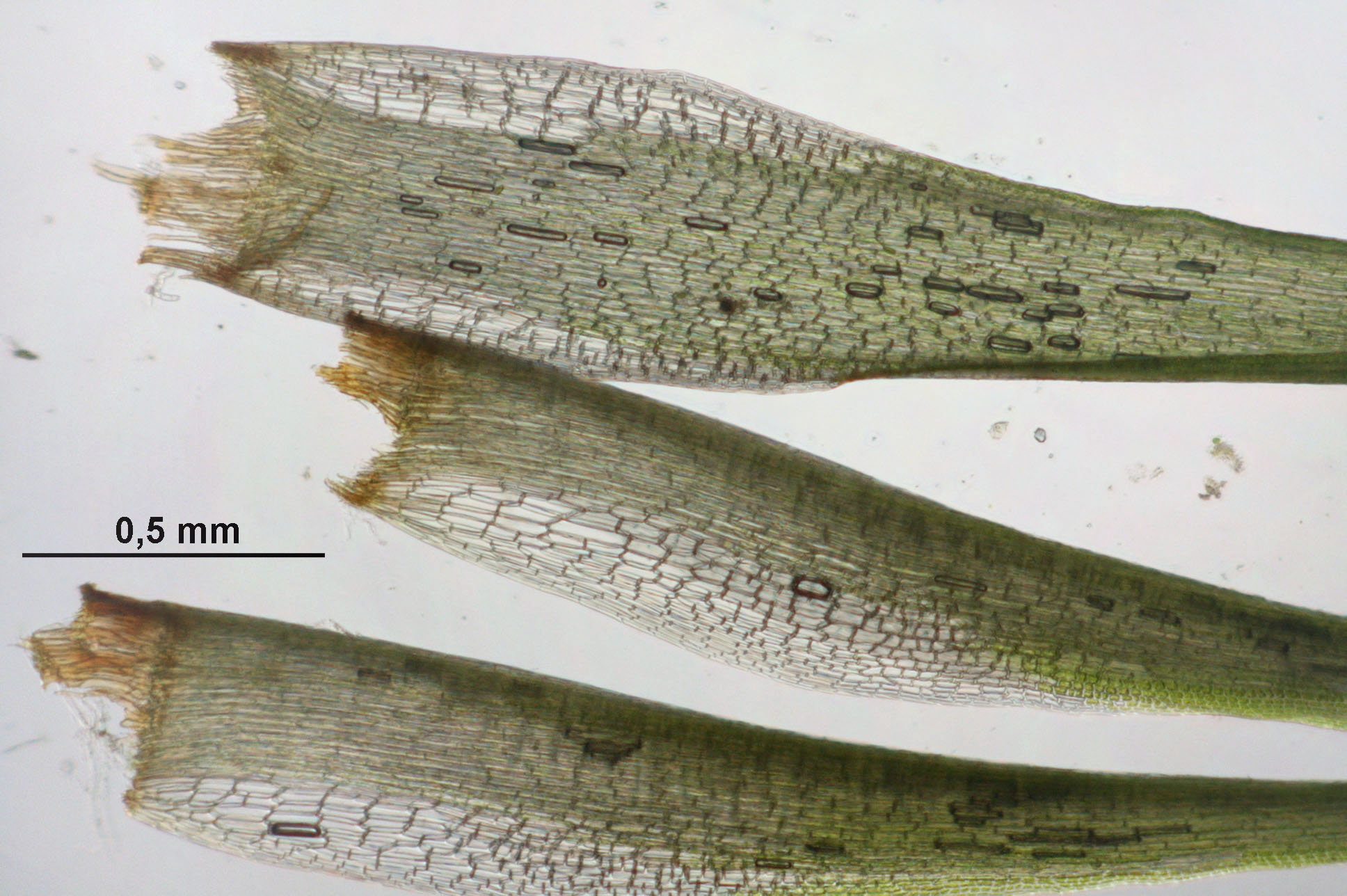